# Beludžistan (Pakistan)
Beludžistan  je najveća pokrajina Pakistana, koja čini otprilike 48% površine cijele države. 
Prema popisu iz 1998. godine, Beludžistan je imao oko 6,5 milijuna stanovnika. Graniči s Iranom na zapadu, Afganistanom i pakistanskom pokrajinom Hajber Pahtunva na sjeveru te pokrajinama Pandžab i Sindh na istoku. Južno od njega je Arapsko more. 
Glavni jezici u pokrajini su: urdu, punjabi, perzijski, belučki, paštunski i brahui. Glavni i jedini veći grad je Quetta, dok ostala naselja predstavljaju nerazvijena sela i gradiće. Glavne etničke grupe u pokrajini su: Baludži, Paštunci, Pandžapci i Perzijanci. Beludžistan je bogat mineralnim resursima. Nakon Sindha, Beludžistan je glavni dobavljač prirodnog plina za cijeli Pakistan.